# Aiud
Aiud (węg. Nagyenyed, niem. Straßburg am Mieresch) – miasto w środkowej Rumunii; w okręgu Alba, w południowym Siedmiogrodzie. Liczy 22 876 mieszkańców (2011). Jest to drugie co do wielkości miasto okręgu.

## Gospodarka
W mieście rozwinął się przemysł spożywczy, drzewny, metalowych, materiałów budowlanych oraz odzieżowy. Ośrodek rzemieślniczy i winiarski.

## Historia
W XIII wieku siedmiogrodzcy Sasi osiedlili się na tych terenach i założyli osadę, o której pierwsza wzmianka pochodzi z 1293 roku. W średniowiecznych dokumentach nosi to węgierską nazwę Enietten lub Engeten (w dialekcie saksońskim także Angeten lub Anjet). Później pojawia się również współczesna niemiecka nazwa Straßburg. Podczas siedmiogrodzkiego powstania chłopskiego (rum. Răscoala de la Bobâlna, Powstanie Bobâlna), które prowadził Antal Nagy z Budy w latach 1437-1438, Aiud zostało zajęte przez rebeliantów. W czasach reformacji w XVI wieku kalwinizm zakorzenił się w Aiud wśród wcześniej katolickich mieszkańców, podczas gdy Sasi z innych regionów Siedmiogrodu niemal jednogłośnie przeszli na luteranizm. Aiud stało się jednym z ośrodków kalwinizmu w Siedmiogrodzie, który skądinąd rozprzestrzenił się głównie wśród ludności węgierskiej. Zreformowani Sasi z Aiud mieli zatem bliskie kontakty ze swoimi węgierskimi współwyznawcami, a następnie stali się etnicznie i językowo madziaryzowani. Liceum kalwińskie założone w 1622 r. przez księcia Gábora Bethlena w Karlsburgu/Alba Iulia zostało przeniesione do Aiud/Strasburg w 1662 r. przez księcia Michała I Apafiego.

## Demografia
Skład etniczny według spisu z 2011 roku:
- Rumuni – 16 955 (74,1 %)
- Węgrzy – 3364 (14,7 %)
- Romowie – 930 (4,07 %)
- Niemcy – 15 (0,066 %)
- Włosi – 3 (0,013 %)
- inne narodowości – 4 (0,017 %)
- nieokreślona przynależność – 1598 (6,99 %)

## Wspólnoty wyznaniowe
Dane z roku 2007:
- prawosławni – 76,3 %
- kalwiniści – 13,1 %
- grekokatolicy – 4,1 %
- katolicy – 2,1 %
- unitarianie – 1,1 %
- inne wyznania – 3,3%